# Vladimir Ivanovič Žedrinski
Vladimir Ivanovič Žedrinski, ruski scenograf in kostumograf, * 30. maj 1899, Moskva, † 30. april 1974, Pariz.
Arhitekturo in slikarstvo je študiral v Petrogradu. Zaradi revolucije se je družina preselila v Kijev, kjer je do 1919 nadaljeval s študijem. Arhitekturo je kmalu opustil in se posvetil samo gledališkemu slikarstvu. Vojni dogodki so družino ponovno pregnali. Njegova družina je s skupino ruskih emigrantov prišla leta 1920 v Sombor, kjer se je preživljal z izdelovanjem igrač in s karikaturami. V letih 1921−1940 je bil scenograf Narodnega gledališča v Beogradu, 1941-1950 Hrvatskega narodnega gledališča v Zagrebu. Leta 1950 se je odselil v Casablanco, od 1952 do smrti pa je  živel v Parizu, kjer je ustvaril najboljša dela. Skupaj je narisal okoli 400 scenografskih in kostumografskih osnutkov za baletne, dramske in operne predstave. V Slovenijo ga je po koncu vojne pripeljal hrvaški gledališki režiser Branko Gavella. V Jugoslavijo se je vračal vse do smrti. Za slovenska gledališča je kot gost zasnoval 23 scenografij in 20 kostumografij, največkrat oboje; skupaj za 27 predstav. 